# 隱藏式陰莖
隐匿型阴茎一种病态阴茎。
多见于肥胖体形的儿童，其特点为包茎，阴茎周围皮下脂肪很厚，阴茎皮肤发育不良，阴茎海绵体及尿道海绵体发育欠佳，阴茎体不能进入到阴茎皮肤及包皮腔内。因此，阴茎被埋没于包皮及耻骨区皮下脂肪组织内。
隐匿型阴茎因尿道弯曲而致尿线不能前射，严重的可引起尿潴留，部分儿童有自卑感，在成年人常不能性交。该病需与小阴茎及无阴茎相鉴别，但是只要根据患儿的体型及仔细的查体是不难分辨的。
隐匿型阴茎的治疗方法首先应控制饮食，加强锻炼以减轻肥胖。对新生儿，家长可以每日数次将患儿的阴囊向后推拉，使阴茎头部进入包皮腔内，以延长阴茎皮肤及包皮腔。对阴茎发育较好，阴茎皮肤发育不良及包皮口狭窄者可行包皮口切开，使阴茎头露出包皮口外。阴茎发育不良者，除给予切开包皮口外，并给予雄激素或促性腺激素治疗以促使阴茎发育。阴茎成形术应在7-8岁左右施行。此时阴茎发育较快，治疗效果好。有些学者提出采用多个小纵形切口扩大包皮口术治疗隐匿型阴茎取得较好的效果，其具体方法是分离包皮与阴茎头的粘连后，将包皮上翻，于狭窄环相对于10，12，2点钟处切1- 1.5cm纵切□，再横形缝合。阴茎周围脂肪较多时，应予切除。

## 相關
時佩璞

## 外部連結
- 例子 （页面存档备份，存于）